# トラバーサー

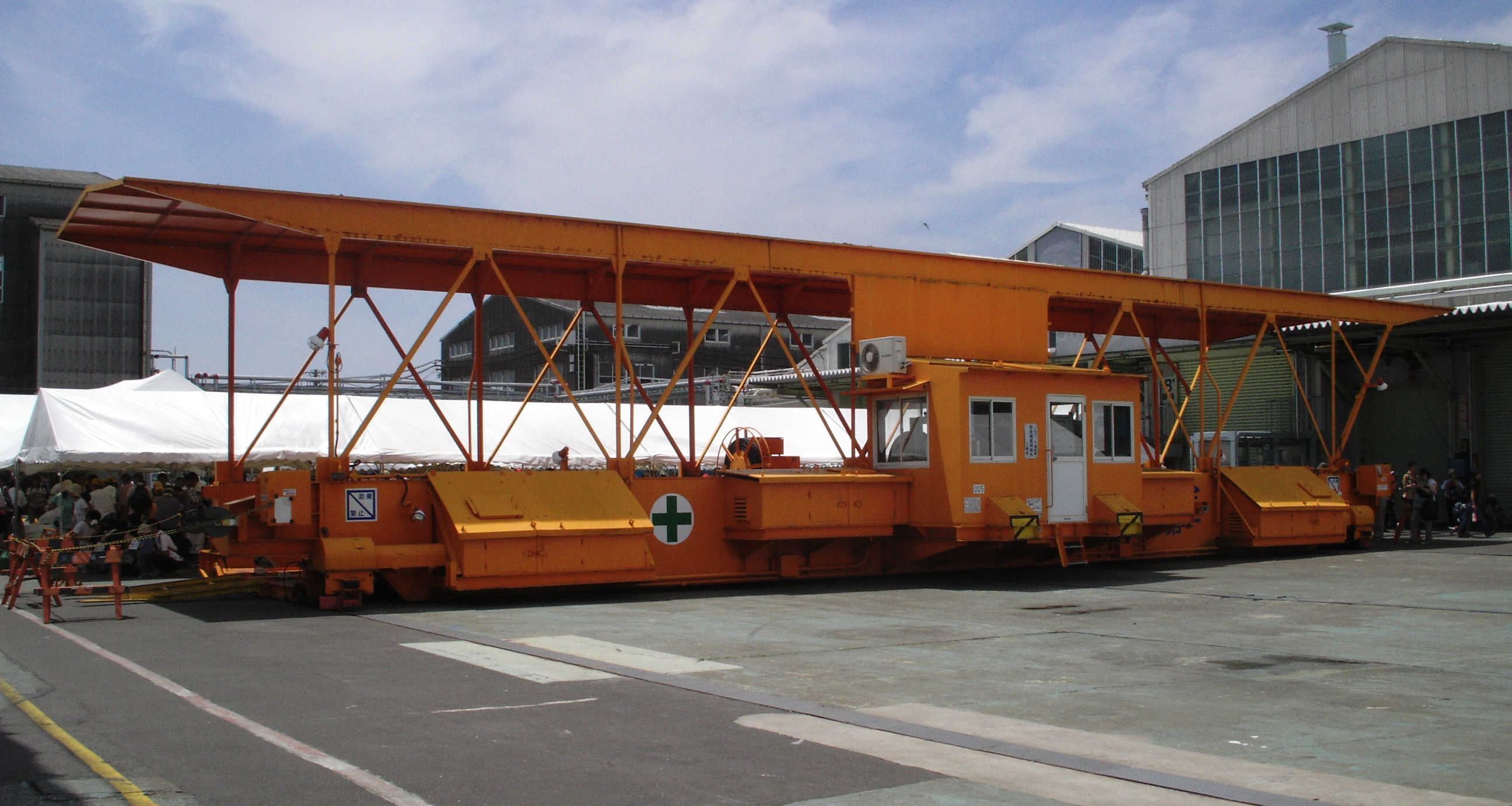
JR東海浜松工場内のトラバーサー

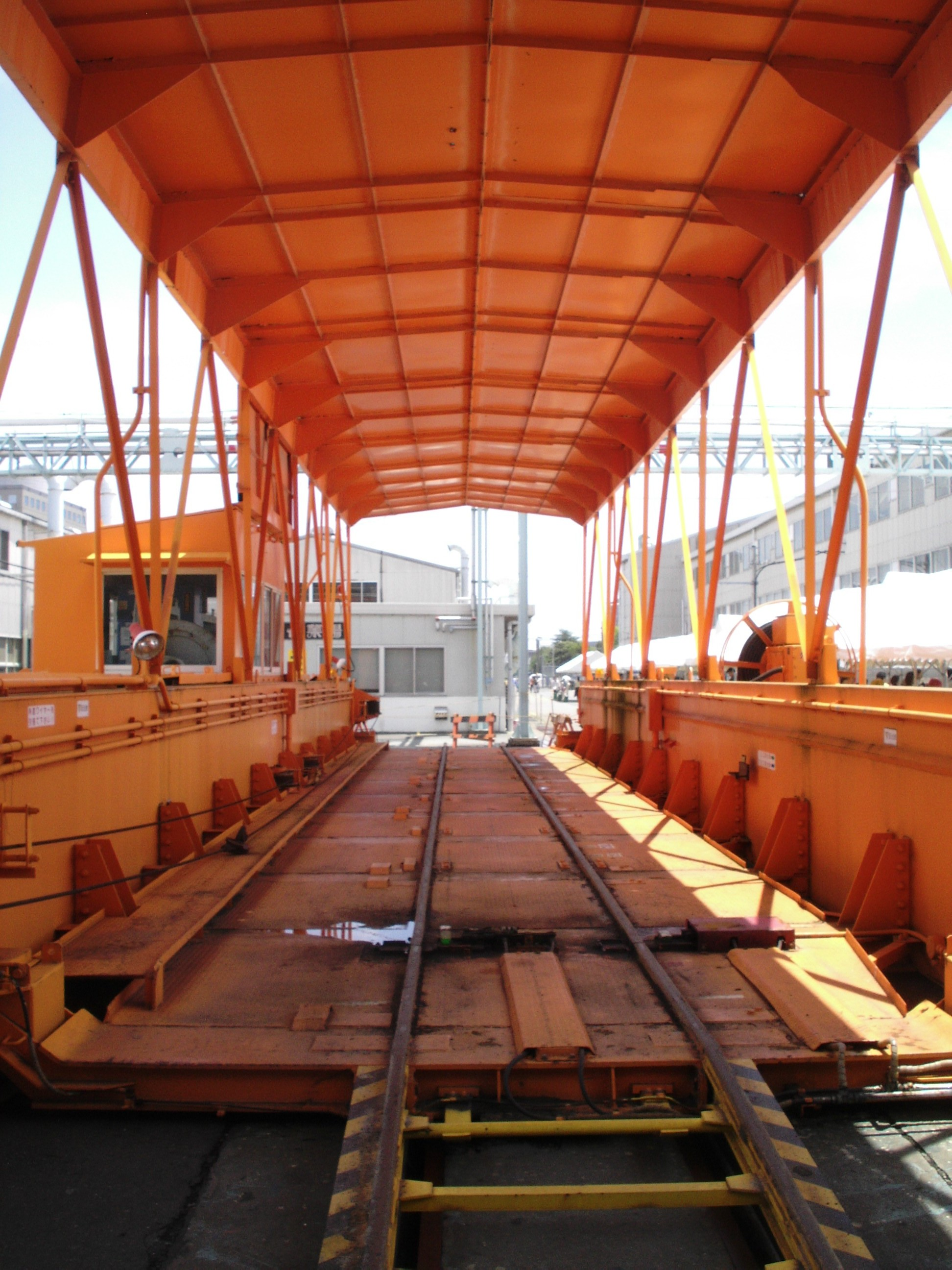
トラバーサー内部

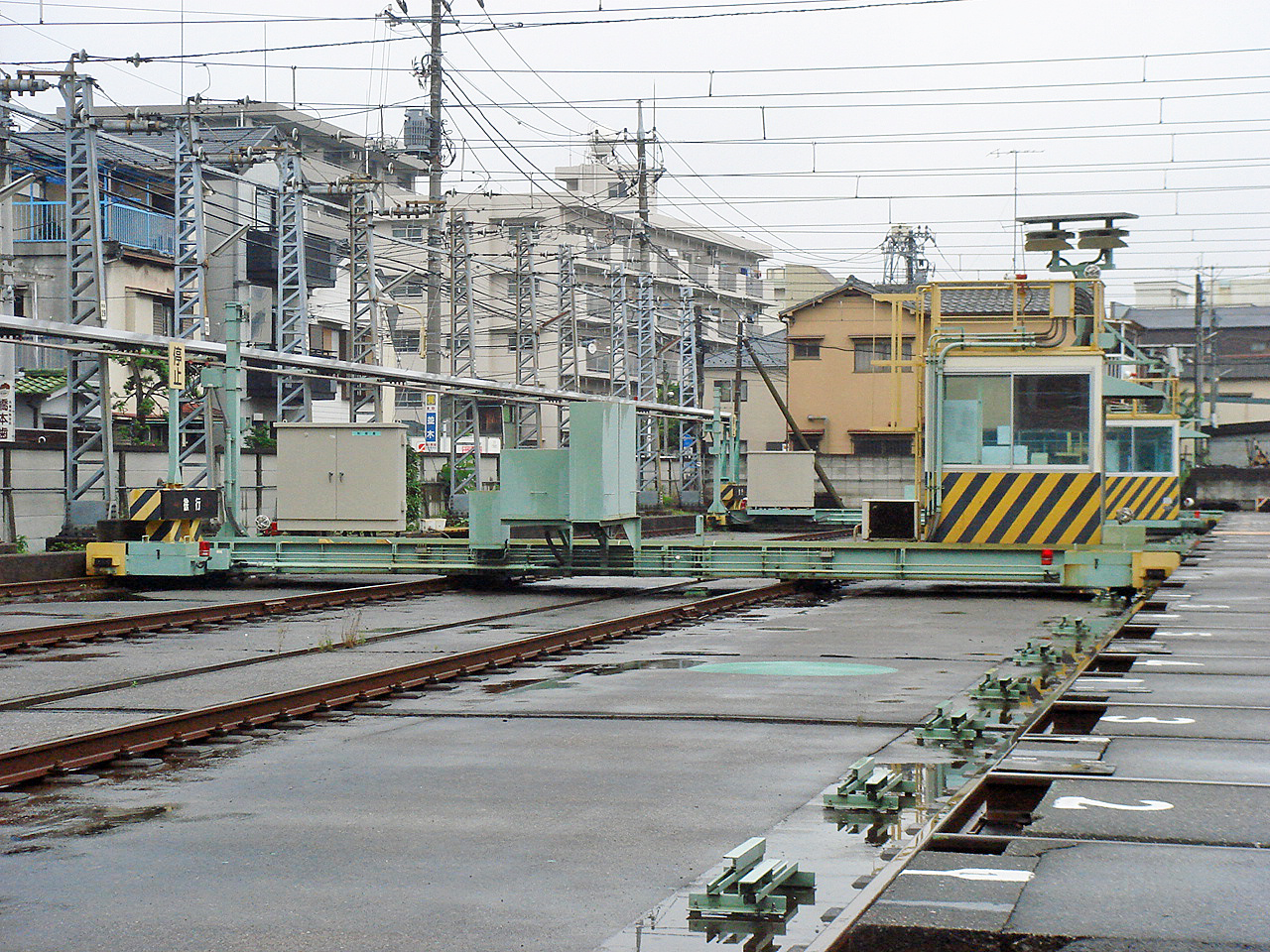
都電荒川線荒川車庫のトラバーサー

トラバーサー (Traverser) は、重量物を水平方向に安定して平行移動（長尺物を横移動）させるための装置。一般には、鉄道の工場、検査場、車両基地などで複数線路間で鉄道車両を移動させる遷車台（せんしゃだい）を指すが、ロケット基地でロケットを発射台に移動させる装置などもトラバーサーと呼ばれる。
本項では、鉄道で使われるトラバーサーについて述べる。

## 用途
車両の入換を行う際、奥にある車両も効率よく引き出せるために考案されたという。敷地の形や広さに制約のある、大都市における路面電車の車庫などに見られる。
また、ラック式鉄道のうち、ロヒャー式ラックレールでは分岐器が作れないため、複線区間の折り返し駅ではこれを使って車両を移動させることになる。スイスのピラトゥス鉄道では駅構内のほか、信号場でトラバーサーを採用している。
また、日本のリニアモーターカーの試験場のリニア実験線や札幌市営地下鉄南北線では、ガイドウェイを分割しトラバーサー上に移動させる「トラバーサー方式」の分岐器が使用されている。